# Constantin Fahlberg

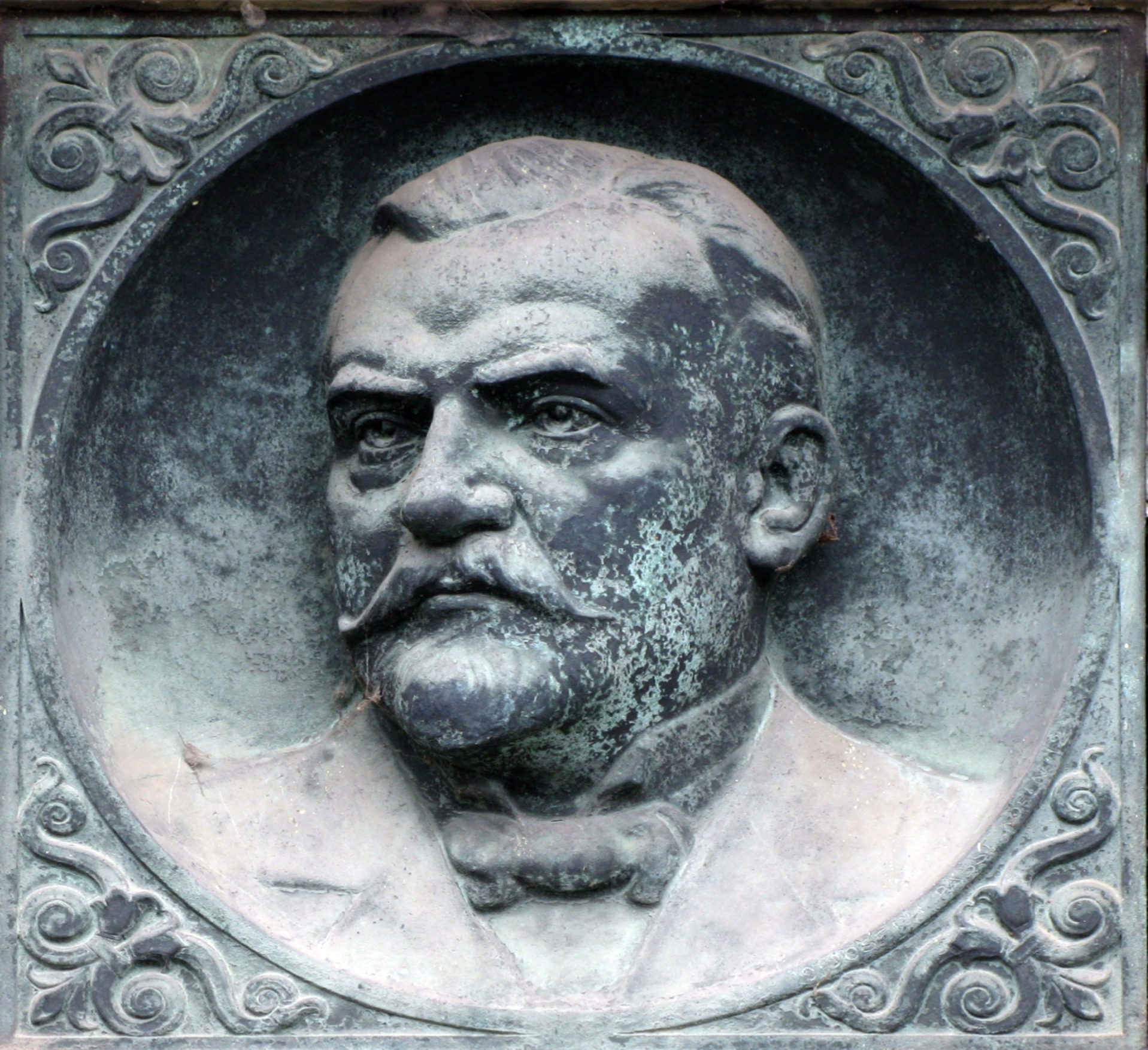
Constantin Fahlberg – Bronzerelief am Ehrengrab in Magdeburg

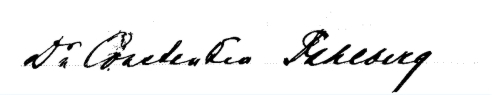
Constantin Fahlberg – Signatur 1888 (auf der Geburtsurkunde seiner Tochter Constanze)

Constantin Fahlberg (* 10. Dezemberjul. / 22. Dezember 1850greg. in Tambow, Russland; † 15. August 1910 in Nassau an der Lahn) war ein russischstämmiger Chemiker. Er entdeckte bei Untersuchungsreihen an Verbindungen aus Steinkohlenteer, die er für Professor Ira Remsen (1846–1927) an der Johns Hopkins University 1877–1878 durchführte, den süßen Geschmack der Anhydro-o-sulfaminbenzoesäure, auch Benzoesäuresulfimid genannt, eines chemischen „Körpers“, dem er später den Handelsnamen Saccharin gab.

## Leben
Das Taufbuch der Pokrow-Kirche in Tambow für das Jahr 1850 nennt als Eltern von Constantin Fahlberg den aus Livland stammenden Jeromin Maxim Fahlberg, lutherischen Glaubens, und seine Ehefrau Barbara Trofimova, russisch-orthodoxen Glaubens, nach dessen Ritus auch die Taufe des Sohnes erfolgte.
Noch als Kind kam er ins estnische Tartu, damals Dorpat, wo er bis zu seinem 11. Lebensjahr die Elementarschule und bis zu seinem 17. Lebensjahr das Gymnasium besuchte. Danach studierte er 1868/69 an der Polytechnischen Schule in Moskau Chemie und Physik, verbunden mit Industriepraktika in verschiedenen Fabriken. Ab 1870 setzte er diese Studien an der Gewerbe-Akademie in Berlin bei Carl Bernhard Wilhelm Scheibler fort. In Berlin führte er auch erste Untersuchungen in Bezug auf Zucker durch. 1871 wurde er Schüler des Geheimen Hofrates Carl Remigius Fresenius. Er nahm ein Studium in Wiesbaden und Leipzig auf und studierte ab 1872 bei Adolf Wilhelm Hermann Kolbe an der Universität Leipzig, wo er 1873 mit einer Dissertation „Über Oxi-Essigsäure“ abschloss.
Nach wenigen Monaten in leitender Position der „Chemischen Laboratorien Oberharz“ verließ er Deutschland mit dem Ziel, die Bedingungen und Verfahren der Rohrzuckerproduktion Mittel- und Südamerikas kennenzulernen. Am 4. Dezember 1874 landete er als Passagier des Dampfers Holsatia der Hamburg-Amerika-Linie in New York. Er eröffnete in New York ein Zuckerlabor und hielt sich zu Forschungszwecken auf Zuckerplantagen in Britisch-Guayana auf.

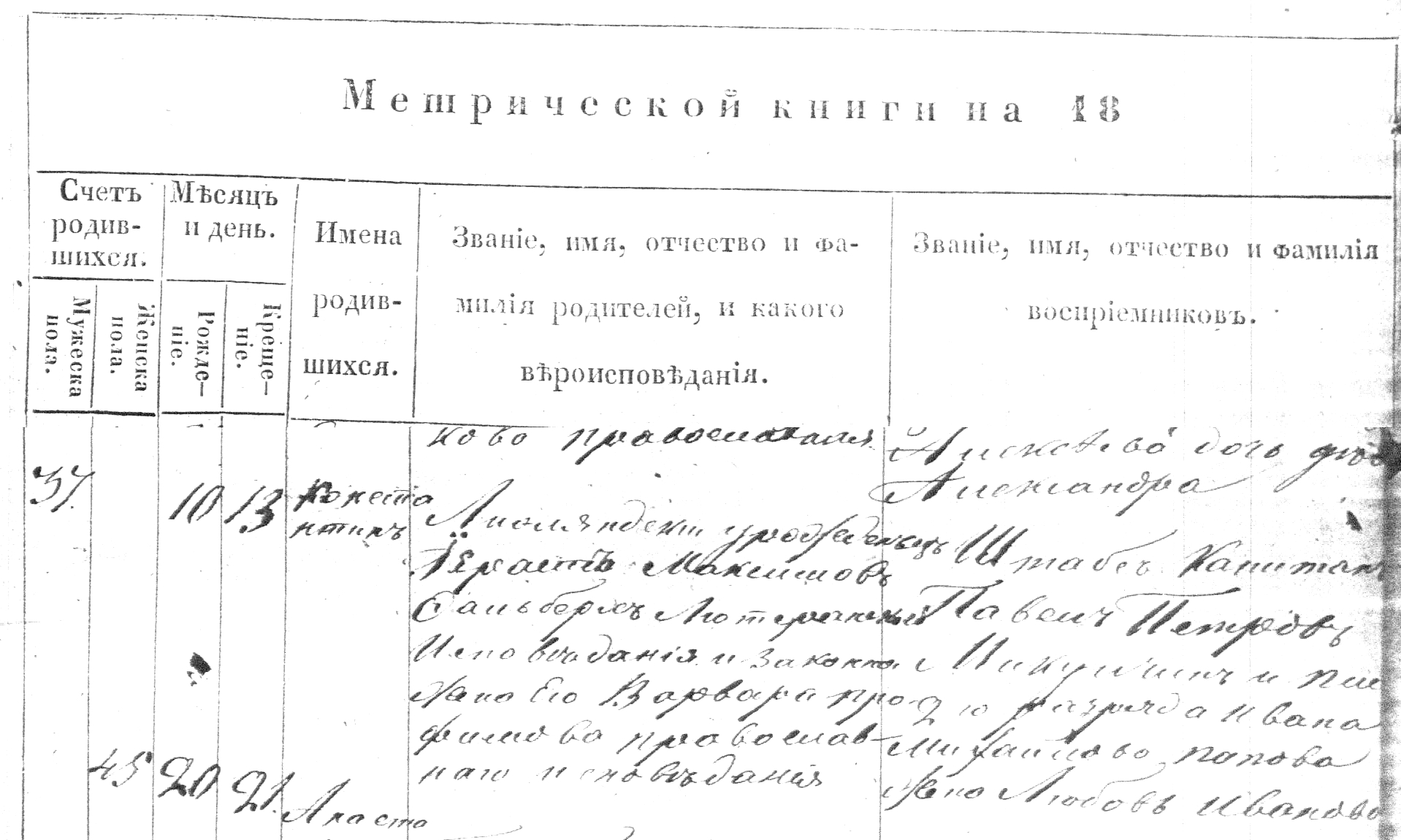
„Ausriss“ aus dem Taufregister der Pokrow-Kirche in Tambow
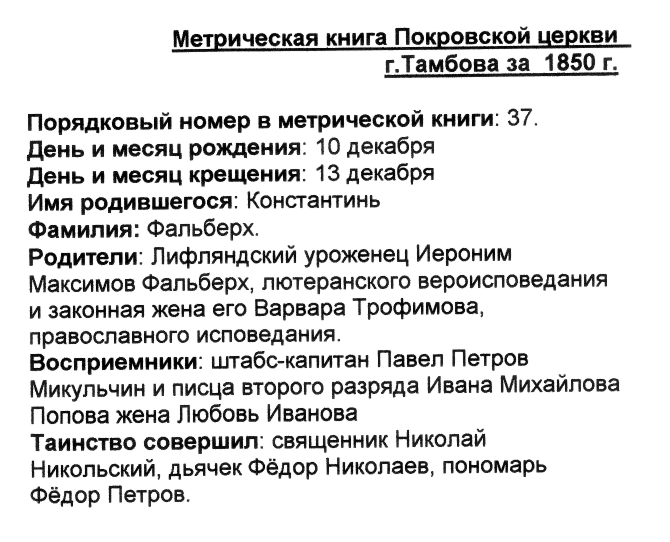
Transkription und Zuordnung des handschriftlichen Tauf-Dokumentes
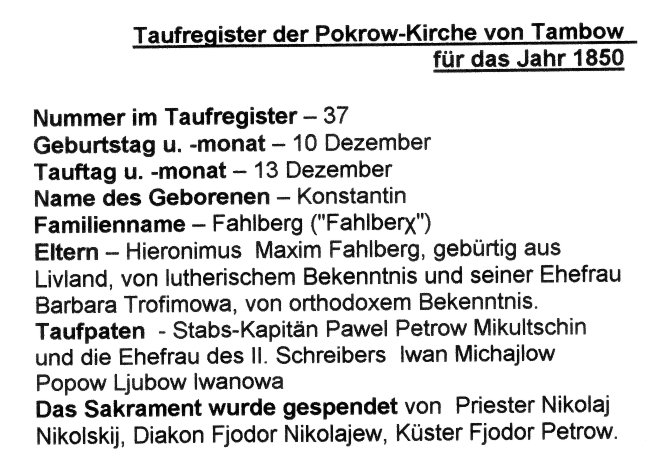
Übersetzung der Transkription
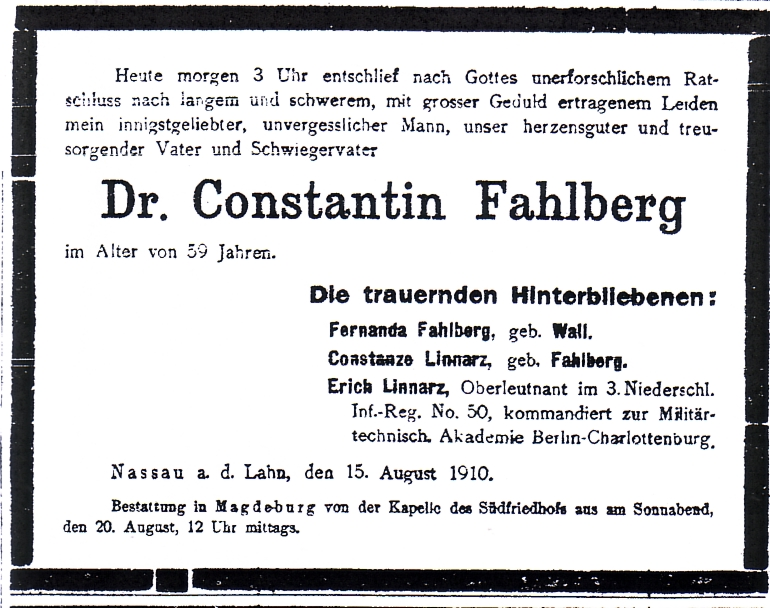
Nachruf der Familie in der Magdeburger Zeitung vom 17. August 1910
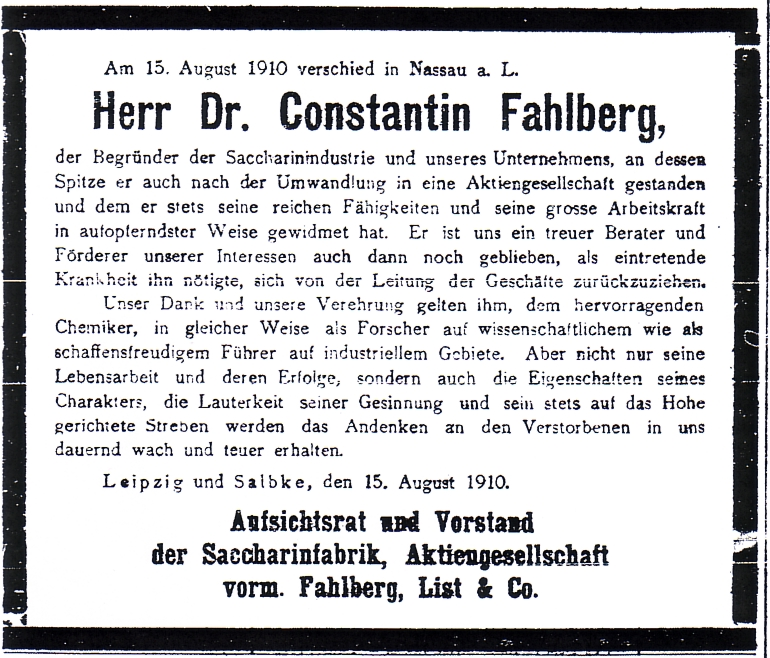
Nachruf der Firmenleitung in der Magdeburger Zeitung vom 17. August 1910
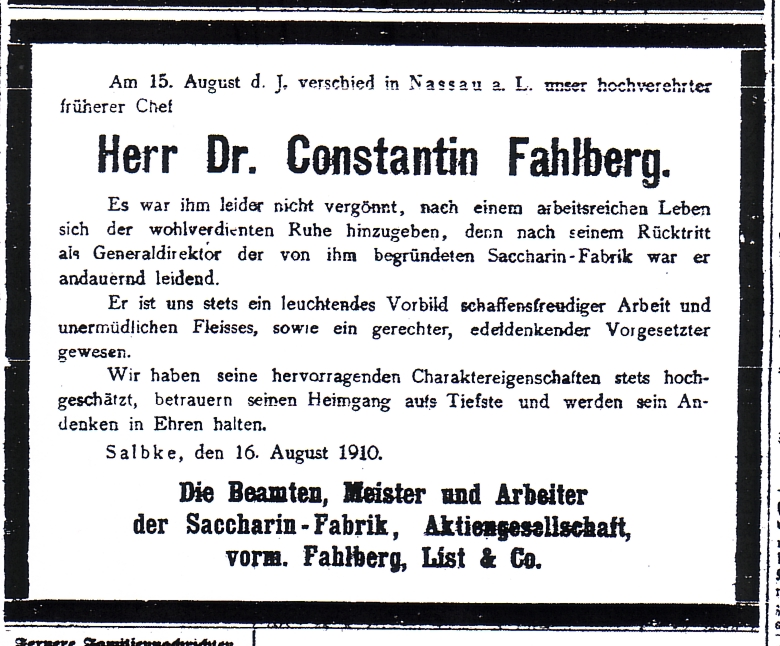
Nachruf der Belegschaft in der Magdeburger Zeitung vom 17. August 1910

Ende 1875 war Emil Berliner kurzzeitig sein Labordiener. (Berliners Scrapbook enthält eine Notiz aus 1886 mit Fahlbergs Schilderung der Entdeckung des Saccharins.)
1877 engagierten ihn die Zuckerimporteure William H. Perot & Co als einen der Sachverständigen in einem Musterprozess, den „die Vereinigten Staaten gegen 712 Säcke Demerara Zucker“ führten; Zucker, der im Verdacht stand, künstlich gefärbt gewesen zu sein, um in eine günstigere Einfuhrsteuerklasse eingestuft zu werden. Die Kaufleute aus Baltimore ließen die Untersuchungen zum Gutachten in den einheimischen Laboratorien der im Aufbau befindlichen Johns Hopkins University (JHU) durchführen. Fahlberg, inzwischen Routinier der Zuckerchemie, brachte seine gutachterliche Pflichtübung schnell über die Bühne, während sich der Prozessbeginn fast um ein Jahr verzögerte. Die Zeit bis zum Herbst 1878 nutzte er, um weiter in den Laboratorien der Johns Hopkins University an Projekten von Professor Remsen mitzuarbeiten. So bereiteten Zweifel an der Qualität von Zucker den Weg zur Entdeckung eines Zucker-Austauschstoffes. Der Demerara-Prozess endete mit der Erkenntnis, dass sowohl Produktionsfehler in Britisch-Guayana als auch Manipulationen der Importeure ausgeschlossen werden konnten. Verschiedene Biografen behaupten, er habe sich 1878 an der Johns Hopkins University in Baltimore habilitiert und wäre als Privatdozent dort tätig gewesen.  Auf welchen Quellen diese Angaben beruhen, ist jedoch nicht geklärt. In den Archiven der JHU befinden sich jedenfalls keine Dokumente, die eine Lehrtätigkeit Fahlbergs belegen könnten. Ein Briefwechsel zwischen Professor Ira Remsen und seinem Nachfolger im Amt des Universitätspräsidenten der JHU, Dr. Frank Johnson Goodnow, vom Februar 1918 verneint ausdrücklich eine Lehrberechtigung Fahlbergs an der JHU.
Die vermeintliche Habilitation Fahlbergs und seine Professur an der JHU gehören zu permanent tradierten Falschinformationen, wie sie z. B. in Poggendorff: Biographisch-literarisches Handwörterbuch zur Geschichte der exacten Wissenschaften, Neue Deutsche Biographie, Deutsche Biographische Enzyklopädie u. a. zu finden sind.
Wie aus den Einleitungsabschnitten zu den US-Patentschriften ("To whom it may concern:") abzulesen ist, besaß Fahlberg auch die amerikanische Staatsbürgerschaft.

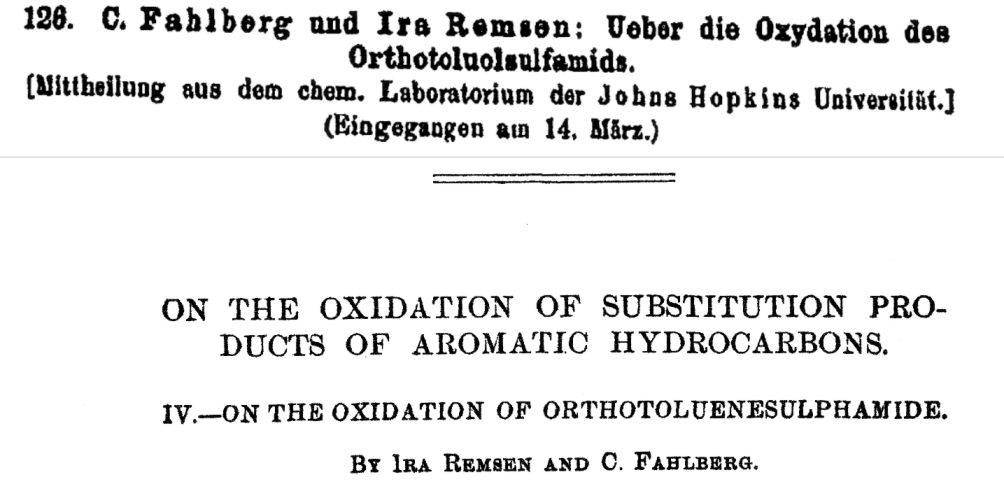
Kopfzeilen der Erstveröffentlichungen

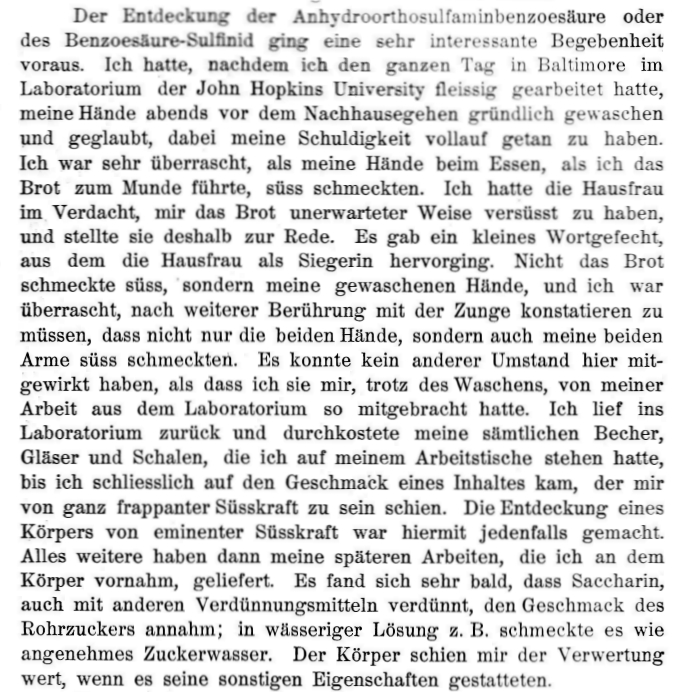
Auszug aus "C. Fahlberg: 25 Jahre im Dienste der ..."

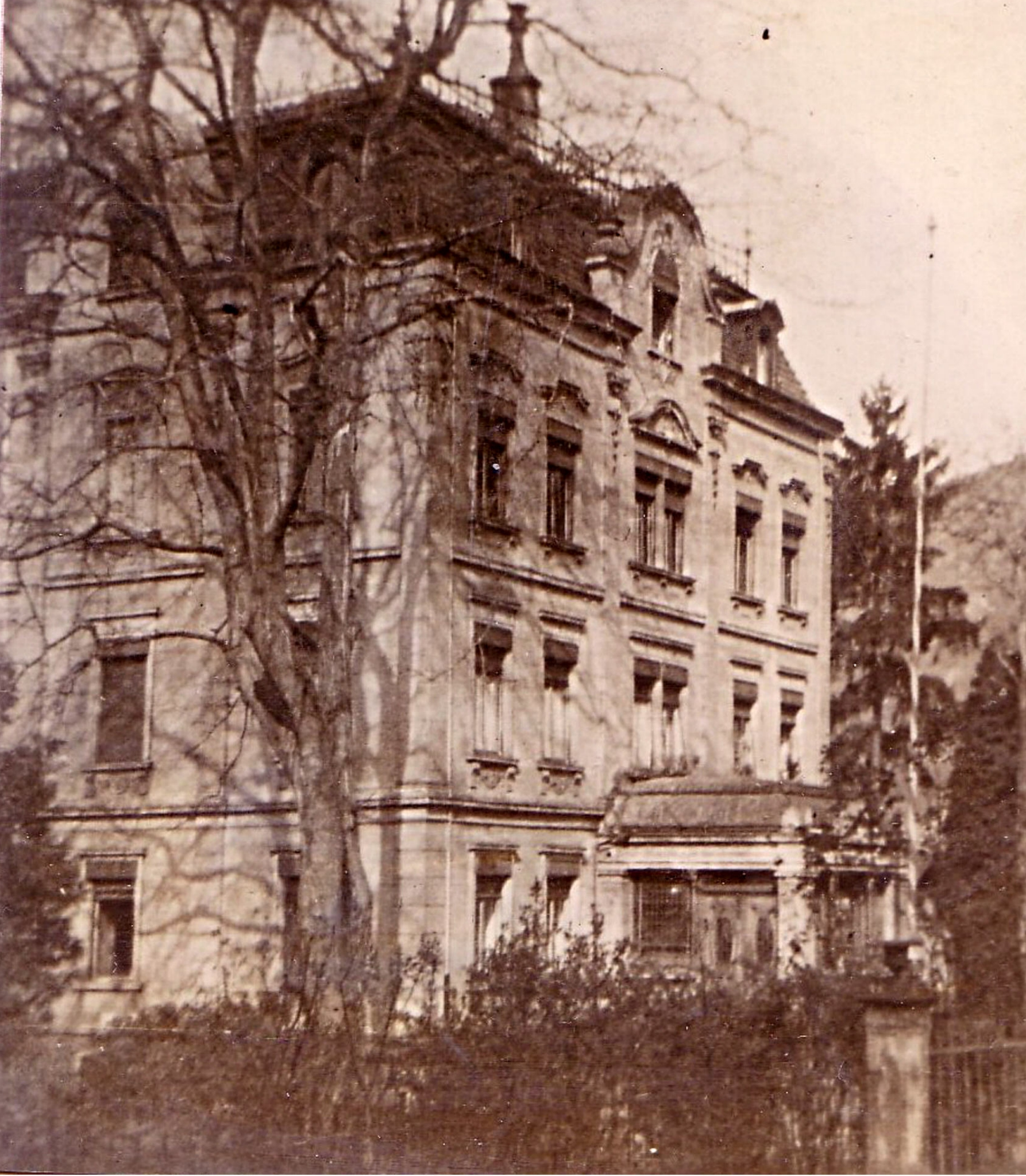
Villa Fahlberg in Nassau um 1905

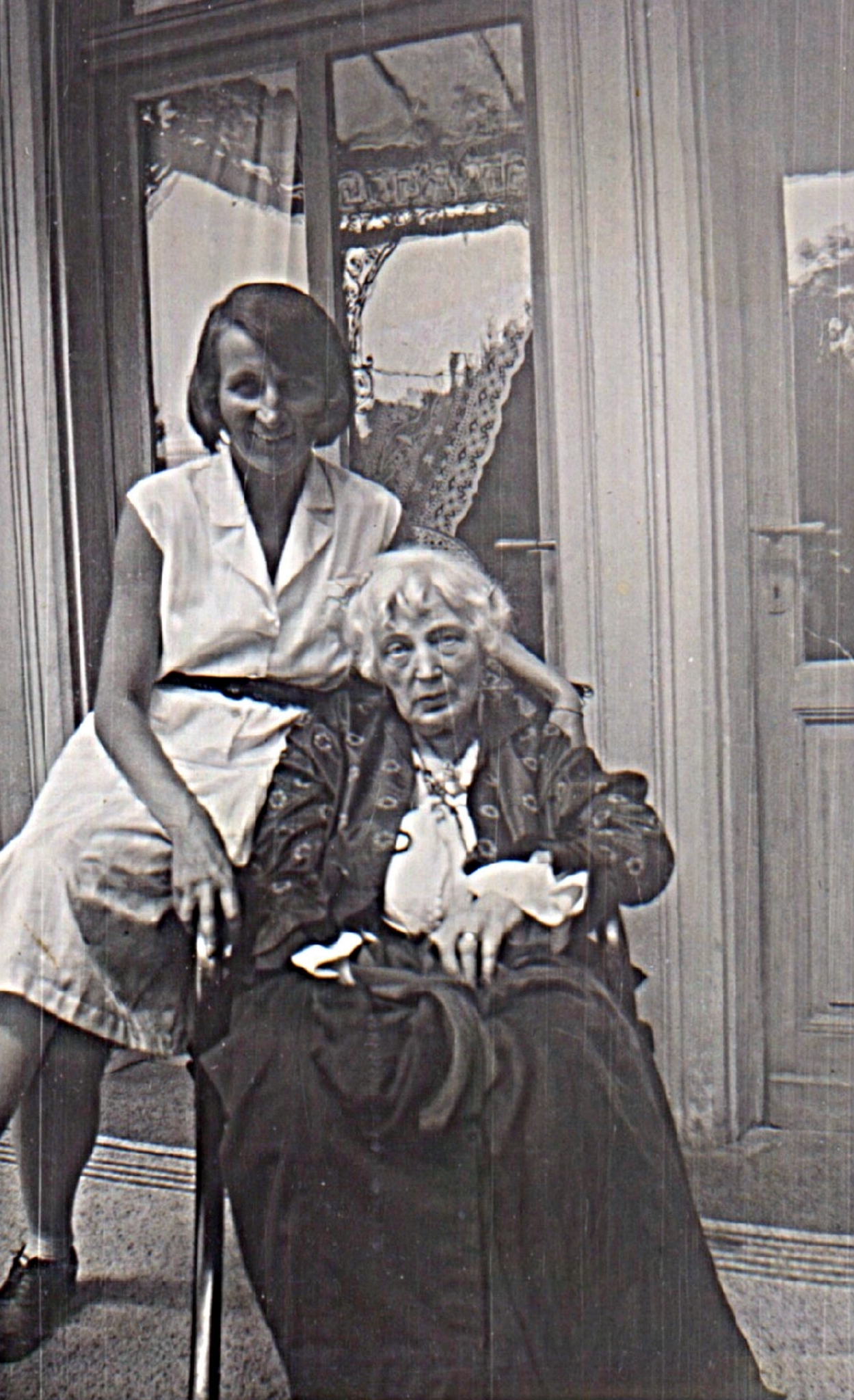
Fernanda Fahlberg, geborene Wall mit Tochter Constanze auf der Veranda der Villa um 1931

Die Erkenntnisse „Über die Oxydation von Orthotoluen-Sulphamiden“ wurden gemeinschaftlich von Constantin Fahlberg und Ira Remsen in den „Berichten der Deutschen Chemischen Gesellschaft“ und in dem von Ira Remsen gegründeten und lange Zeit geleiteten „American Chemical Journal“ veröffentlicht. Beide Texte beschreiben allein die chemischen Aspekte des Gegenstandes, erwähnen nicht, wer der tatsächliche Entdecker seiner besonderen geschmacklichen Eigenschaften war.
Dies schildert Fahlberg 25 Jahre später in einem Vortrag vor Teilnehmern des V. Internationalen Kongresses für Angewandte Chemie 1903 in Berlin. Seine plausible und glaubwürdige Schilderung der Umstände der Entdeckung des süßen Geschmacks des neuen Stoffes bestätigt ihn eindeutig als den alleinigen Entdecker. Andererseits ist einzuräumen, dass ohne Remsens Interesse an den Eigenschaften von Kohleteer-Verbindungen und seine Vorgaben zur Versuchsreihe die Entdeckung sicher zu diesem Zeitpunkt an diesem Ort nicht möglich gewesen wäre. Fahlberg selbst gab zu den näheren Umständen der Entdeckung unter anderem an, dass er nach getaner Arbeit beim Essen einen süßen Geschmack seiner Hände bemerkte.
Von Juni 1880 bis Herbst 1884 arbeitete er bei Harrison Brothers & Company in Philadelphia.
Um ein Produkt der chemischen Industrie zu entwickeln, bedarf es jedoch mehr als der Entdeckung eines „interessanten“ Stoffes. So arbeitete Fahlberg in den folgenden Jahren nach physiologischen Verträglichkeitsversuchen an Tieren und in einem Selbstversuch intensiv an der Entwicklung eines ökonomisch vertretbaren Verfahrens zur industriellen Herstellung seines „Saccharins“. Während in Laborversuchen mit den Ausgangsstoffen sehr verschwenderisch umgegangen wird, müssen marktreife Verfahren auch an eine sinnvolle Verwertung von Nebenprodukten und deren mögliche Rückführung in den Produktionsprozess berücksichtigen. Mit viel Phantasie lotete Fahlberg die Möglichkeiten des Saccharins aus. Neben den naheliegenden Verwendungen in der Diätetik als Zuckeraustauschstoff in vielfältigster Konfektionierung entdeckte er auch technische Nutzungen wie die als Desinfektionsmittel.
Als es Fahlberg im Sommer 1884 klar wurde, dass er diese Mammutaufgabe alleine nicht mehr finanzieren konnte, nahm er Kontakt zu seinem Onkel Adolph List (1823–1885) in Leipzig auf, um seine das Saccharin bezüglichen Patente auszuwerten. Daraufhin wurde zunächst in einem an der 117. Straße und dem Harlem River in New York gelegenen Gebäude eine kleine Versuchsfabrik mit den notwendigen Apparaturen und maschinellen Einrichtungen ausgestattet. Bei den Präsentationen der Produkte auf Saccharin-Basis anlässlich der Ausstellungen in London und Antwerpen von 1884 fand der neue Stoff großes Interesse und wurde auch bei anderen Anlässen vielfältig ausgezeichnet. Durch diese Erfolge ermutigt, entschlossen sich Fahlberg und List eine größere Fabrik auf deutschem Boden zu gründen. Das optimierte Verfahren zur Herstellung des Saccharins wurde gemeinsam mit List zum Patent angemeldet und der Name Saccharin gesichert. Die erste Veröffentlichung des Namens erfolgte am 18. November 1885 im Deutschen Patentblatt. 1885, also noch in den Vorbereitungen zu der Gründung in Deutschland, starb Adolph List unerwartet. Im April 1886, rund 8 Jahre nach Fahlbergs Entdeckung, gründete er zusammen mit seinem Vetter Adolph Moritz List (1861–1938) die Firma Fahlberg, List & Co. und errichtete die erste Produktionsstätte, damit die „älteste“ Saccharin-Fabrik der Welt, in Salbke an der Elbe, heute ein Stadtteil im Süden von Magdeburg. Die Produktion wurde am 9. März 1887 aufgenommen.
Die Gründung der Saccharin-Fabrik im Herzen des bedeutendsten Rübenzucker-Anbaugebietes Deutschlands in der damaligen Zeit, der Magdeburger Börde, muss den „Zuckerbaronen“ wie ein Fehdehandschuh vorgekommen sein. Anfeindungen und politische Agitationen der Zucker-Lobby ließen nicht lange auf sich warten, zumal die Saccharin-Fabrik dank des weltweiten Verkaufserfolges kontinuierlich wuchs. Das erste Saccharin-Gesetz von 1898 verbot mit Hinweis auf missbräuchliche Nutzung durch schwarze Schafe in den Reihen der Konserven-Industrie künstliche Süßungsmittel in Nahrungs- und Genussmitteln. Eine Deklarationspflicht als politisches Korrektiv hätte es auch getan, kommentierte Fahlberg. Das zweite Saccharin-Gesetz von 1902 brachte nun die von der Zucker-Lobby gewünschten Handelsbeschränkungen; verbannte das Saccharin dorthin, wo einst auch der Zucker begonnen hatte: in die Apotheken. Die inzwischen auf den Plan getretenen Produktnachahmer in Hoechst, Ludwigshafen und Leverkusen ließen sich die Einstellung der Produktion vom Staat honorieren; die Schließung auch der Saccharin-Fabrik in Salbke nach gleichen Maßstäben wäre allerdings unbezahlbar geworden. Neben der dann zeitweise reduzierten Produktion von Saccharin stellte das Unternehmen Fahlberg-List eine zunehmend breitere Palette chemischer Produkte her.

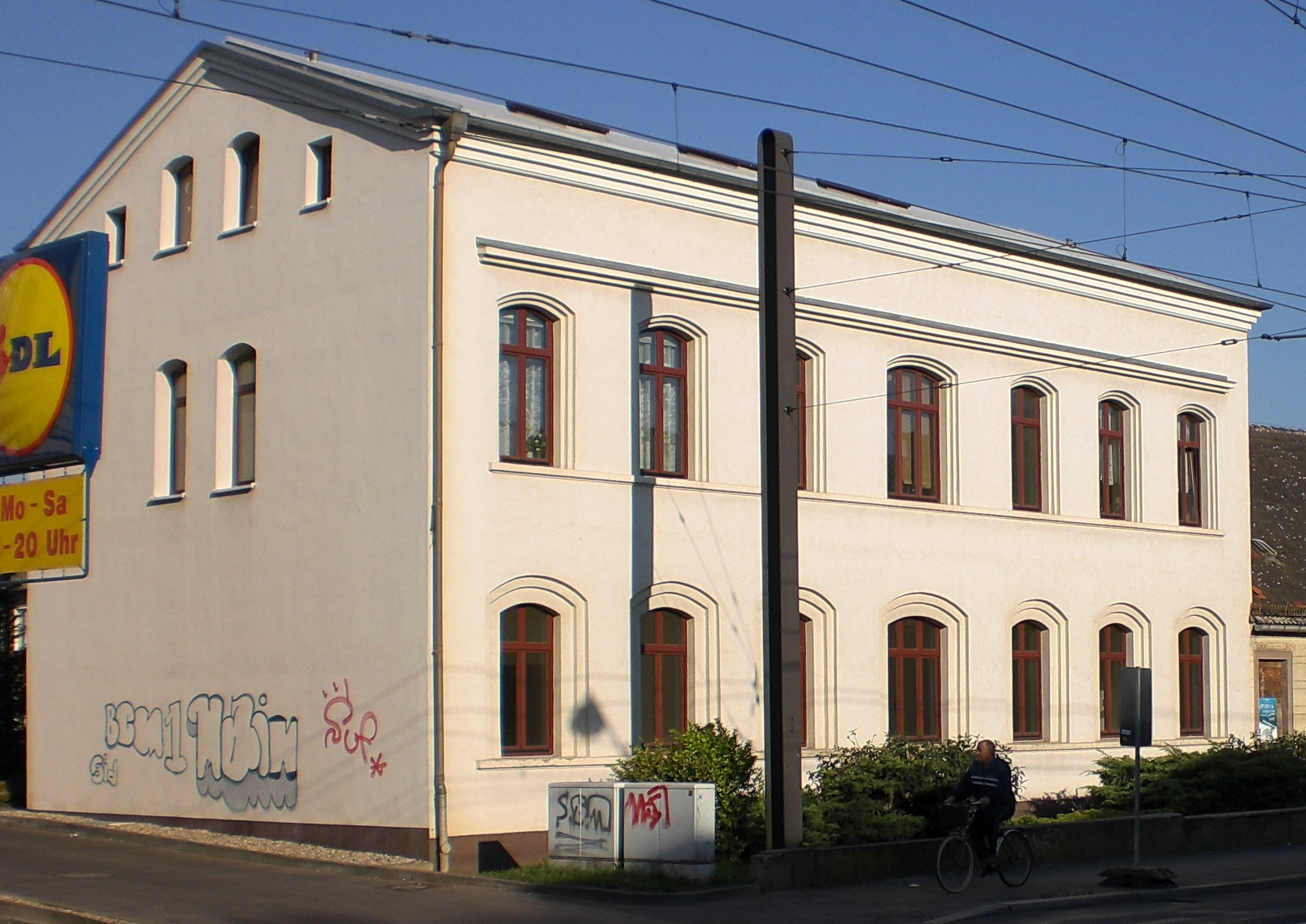
Ehemaliges Wohnhaus in Salbke, Aufnahme 2008 kurz vor dem Abriss

Fahlberg lebte in Salbke in der Schönebecker Straße 80. Nach der Eingemeindung Salbkes nach Magdeburg wurde die Adressierung in Alt Salbke 49 verändert. Jeweils im Spätsommer der Jahre 1896, 1898 und 1900 verbrachte die Familie Fahlberg mit dem gesamten Personal aus Salbke – darunter natürlich ein Butler, eine Erzieherin für Tochter Constanze (1888–1980), ein Koch – mehrere Monate in der später nach ihr benannten Villa in Nassau an der Lahn, wohin die Familie 1902 nach Erwerb des großzügig gebauten Hauses übersiedelte, und wo Constantin Fahlberg am 15. August 1910 starb. 1906 hatte Fahlberg bedingt durch eine Erkrankung das Unternehmen verlassen und die Leitung an August Klages übergeben. Klages wohnte später im ehemals von Fahlberg genutzten Anwesen in Salbke. Das Gebäude gehörte später dem Unternehmen Fahlberg-List und diente als Wohnung des jeweiligen Direktors. Es wurde nach der politischen Wende des Jahres 1989 von der Kanada-Bau Braunschweig GmbH erworben und nach einer erfolgten Sanierung im Jahr 2008 dann abgerissen, um die bessere Sichtbarkeit eines geplanten Einkaufsmarktes zu erreichen.
Nach seinem Tode wurde Fahlberg nach Magdeburg überführt und auf dem Südfriedhof der Stadt beigesetzt.
Ab 1927 verhandelte Fahlbergs Witwe Fernanda, geborene Wall (1860–1932) wegen des Verkaufs des Nassauer Besitzes mit der Gräflich von Kanitz'schen Verwaltung, in deren Besitz das Gelände um das 1945 durch Kriegseinwirkungen zerstörte Haus in Nassau noch immer ist.

## Veröffentlichungen
- Quantitative Bestimmung des Einfach-Schwefelcalciums in Knochenkohle. In: Zeitschrift für Analytische Chemie. Vol. 10, Nr. 1; Dezember 1871
- Über Oxyessigsäure, 1873, Diss., Metzger & Wittig, 1873.
  - Auch veröffentlicht als: Über Oxyessigsäure (Glycolsäure), 1873, in: Journal für Praktische Chemie, 7 (1), S. 329–346. doi:10.1002/prac.18730070140
- Ueber eine neue Methode der maassanalytischen Zinkbestimmung. In: Fresenius Journal of Analytical Chemistry. Vol. 13, Nr. 1, Dezember 1874 (wobei er eine 1856 von Maurizio Galletti vorgeschlagene Methode übersah[21])
- 25 Jahre im Dienste der Saccharin-Industrie unter Berücksichtigung der heutigen Saccharin-Gesetzgebung, 1903
  - Auch veröffentlicht in: 5. Internationaler Kongreß für angewandte Chemie 2.–8. Juni 1903, Band 2/Sektion IV, Berlin 1904, S. 625 ff.